# ميخائيل سامبسون
ميخائيل سامبسون (بالإنجليزية: Michael Sampson)‏ هو كاتب للأطفال وكاتب أمريكي، ولد في 13 أكتوبر 1952 في دنيسون في الولايات المتحدة.